# Dánská kuchyně
Dánská kuchyně (dánsky: det danske køkken) vychází z tradic dánských zemědělců. Mezi používané suroviny patří maso (především vepřové), ryby, mléčné výrobky (například sýr Esrom), mořské plody, obilniny (ječmen, žito), petržel nebo brambory. Typickým dánským jídlem je také smørrebrød, otevřený sendvič z tmavého žitného chleba zvaného rugbrød, obsahující obvykle také například máslo, vejce, ryby, paštiku, zeleninu nebo sýr. Smørrebrød někdy bývá považován za národní jídlo Dánska.

## Dánské pokrmy
Příklady dánských pokrmů:
- Smørrebrød, otevřený obložený sendvič
- Rugbrød, hutný tmavý žitný chléb
- Flæskesteg, tučný plátek vepřového masa, obvyklé vánoční jídlo
- Petrželová omáčka, podávaná k různým pokrmům[2]
- Frikadeller, ploché masové koule
- Medisterpølse, vepřová kořeněná klobása
- Rullepølse, vepřové maso v aspiku
- Æbleskiver, smažené sladké pečivo s povrchem podobným palačince, plněné džemem
- Wienerbrød, sladké pečivo z máslového, lístkujícího těsta
- Flæskesteg, plátek pečeného vepřového masa

## Dánské nápoje
Příklady dánských nápojů:
- Populární je pivo, místními značkami jsou Tuborg a Carlsberg
- V malé míře je provozováno vinařství, mezi populární odrůdy vína patří například Cabernet Cortis. I přesto, že má Dánsko poměrně velkou spotřebu vína na obyvatele, tak je dánská produkce vína velmi malá a většina vín se do Dánska dováží.[3]
- Gløgg, svařené víno
- Aquavit, kořeněná pálenka
- Snaps
- Káva (spotřeba kávy na obyvatele je jedna z nejvyšších na světě)
- Různé bittery, mezi nejznámější patří Gammel Dansk

## Dánská závislá území
K samotnému Dánsku patří ještě dvě závislá území, Faerské ostrovy a Grónsko:
- Faerská kuchyně hojně používá maso a mléčné výrobky, na maso se loví i papuchalkové nebo velryby. Mezi příklady faerských pokrmů může patřit skerpikjøt (na vzduchu sušené skopové maso) nebo fyltur lundi (nadívaní papuchalkové).[4][5]
- Grónská kuchyně vychází z tradiční kuchyně Eskymáků a používá výhradně maso, protože v  Grónsku neroste příliš rostlin. Mezi příklady grónských pokrmů může patřit polévka suaast (z masa, cibule a   brambor) nebo arfivik (uzené velrybí maso).[6][7][8]

## Galerie

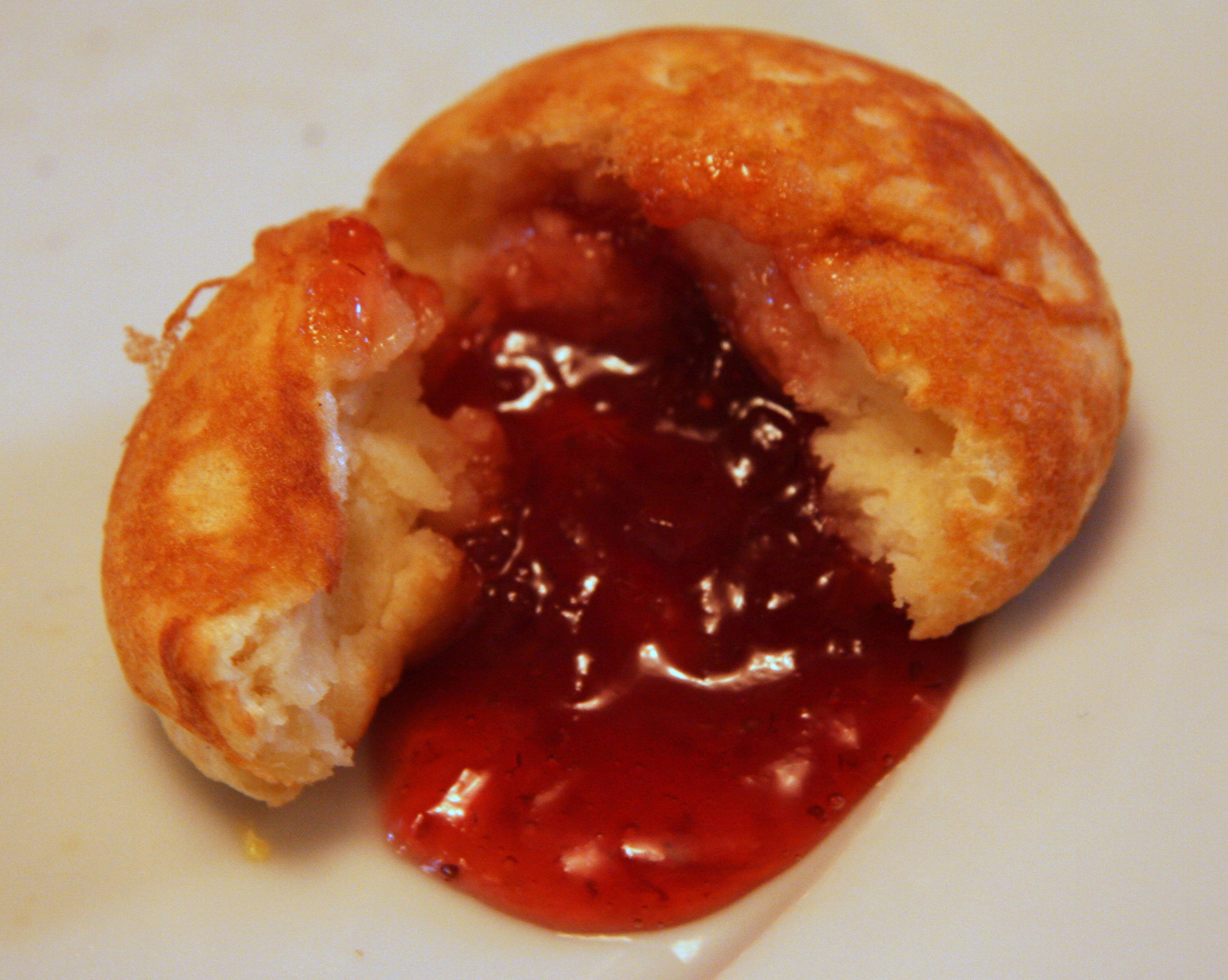
Aebleskiver
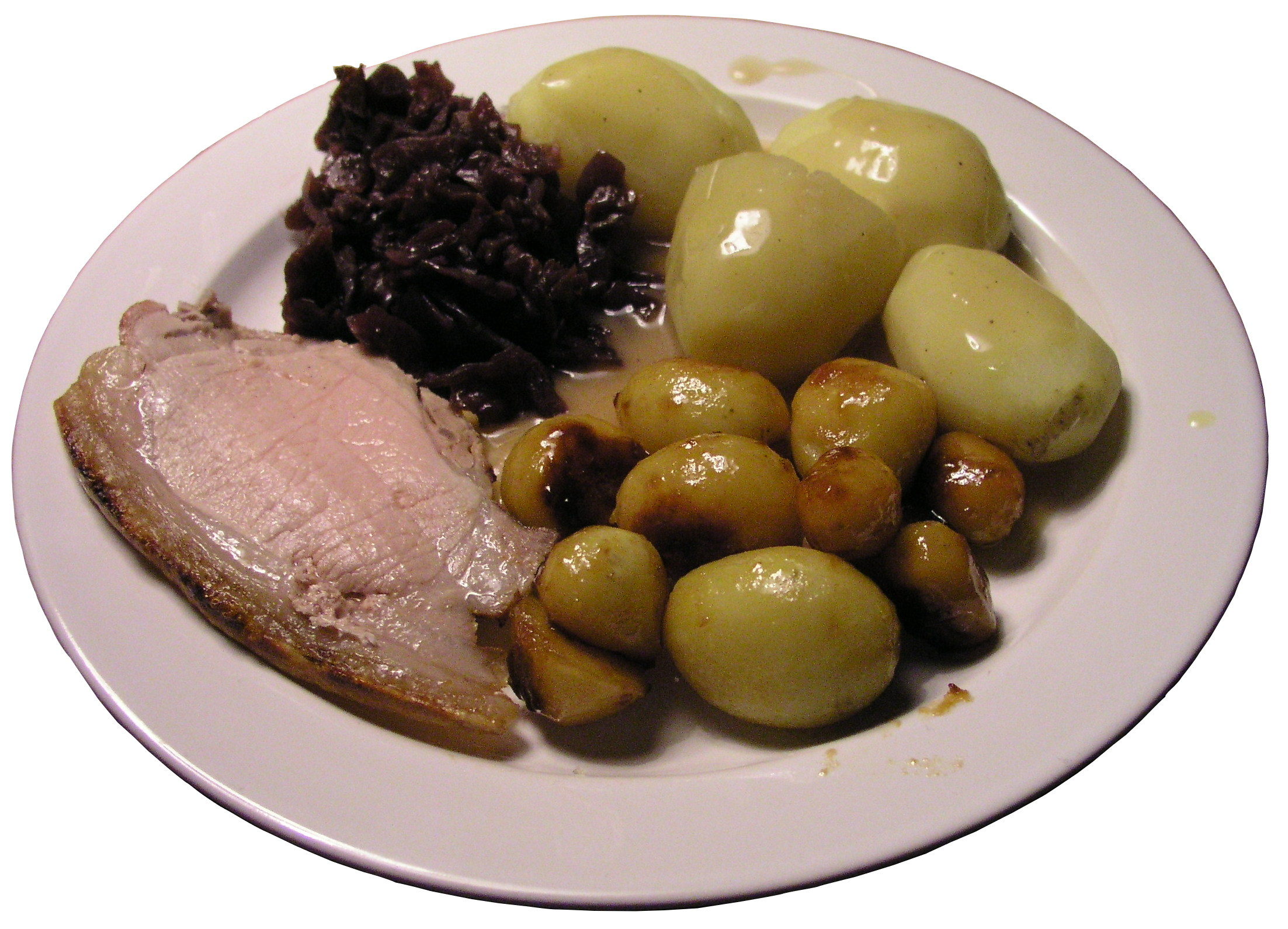
Flæskesteg
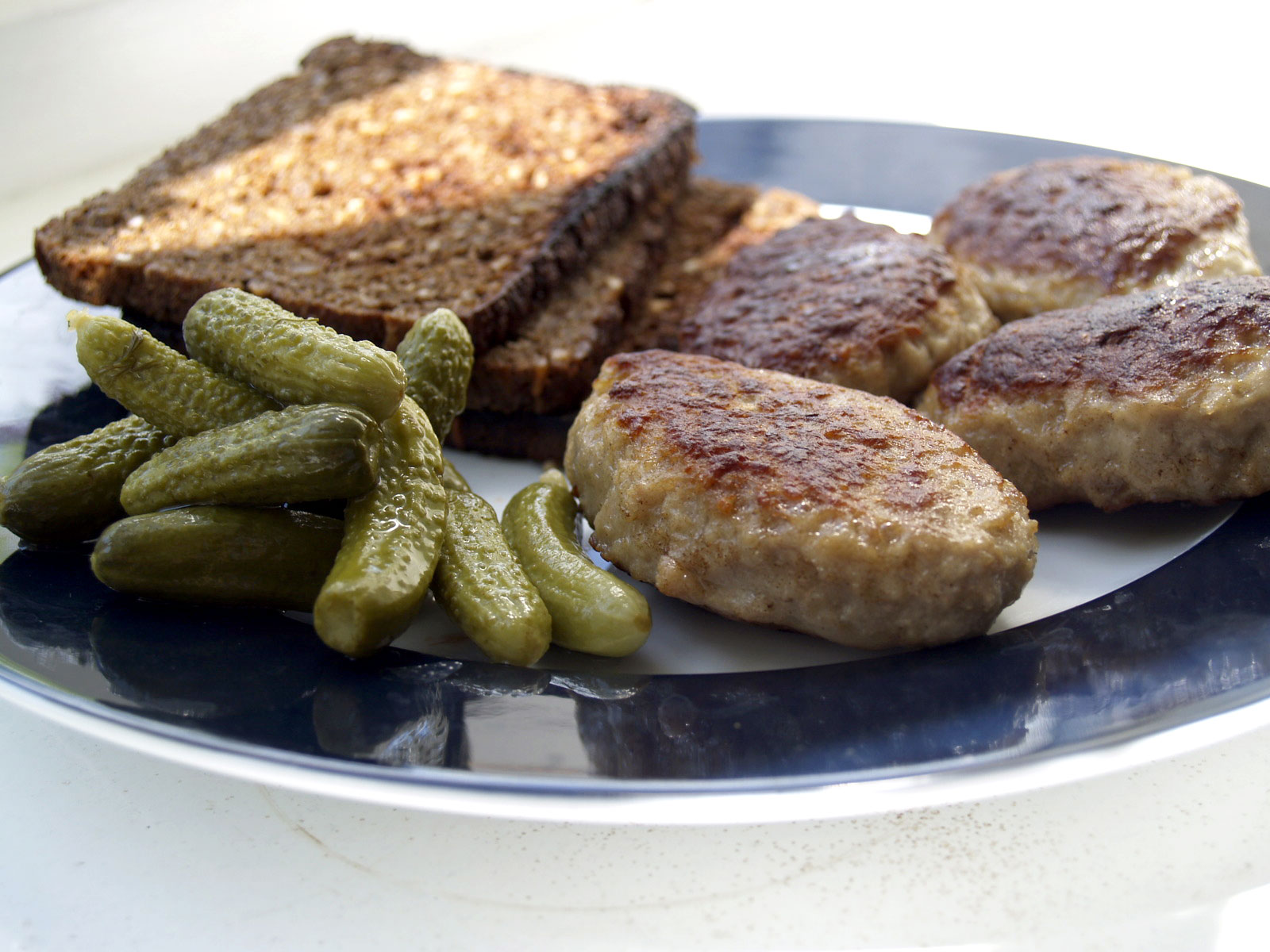
Frikadeller
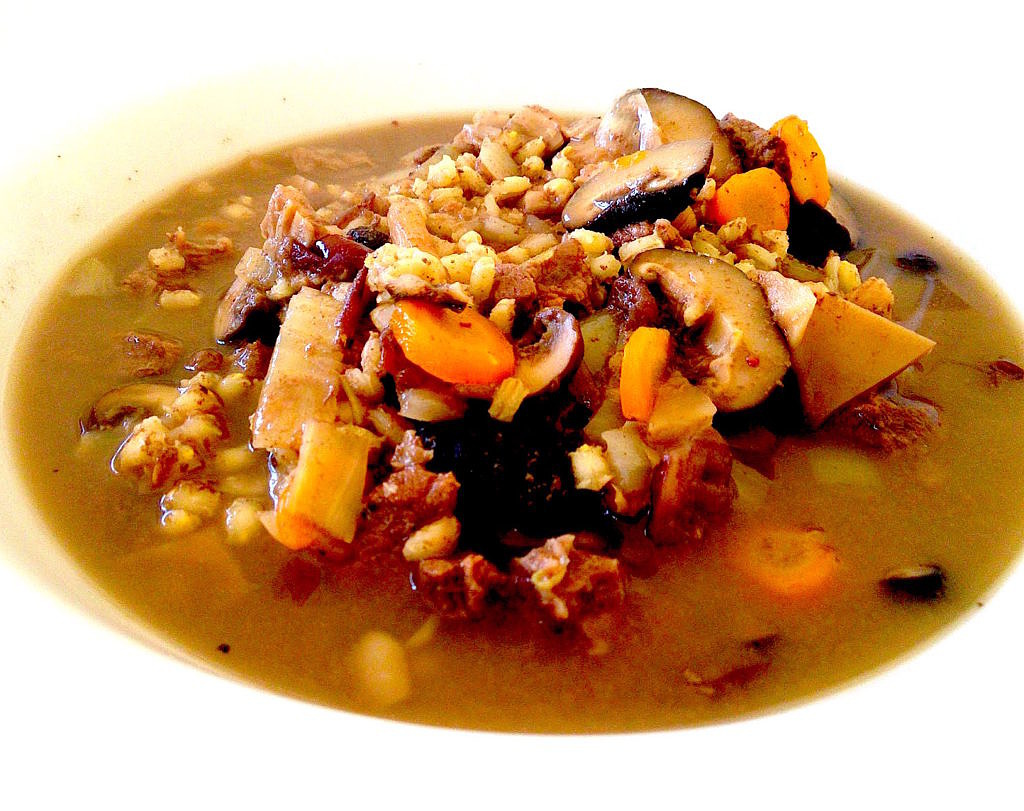
Suaast - grónská polévka
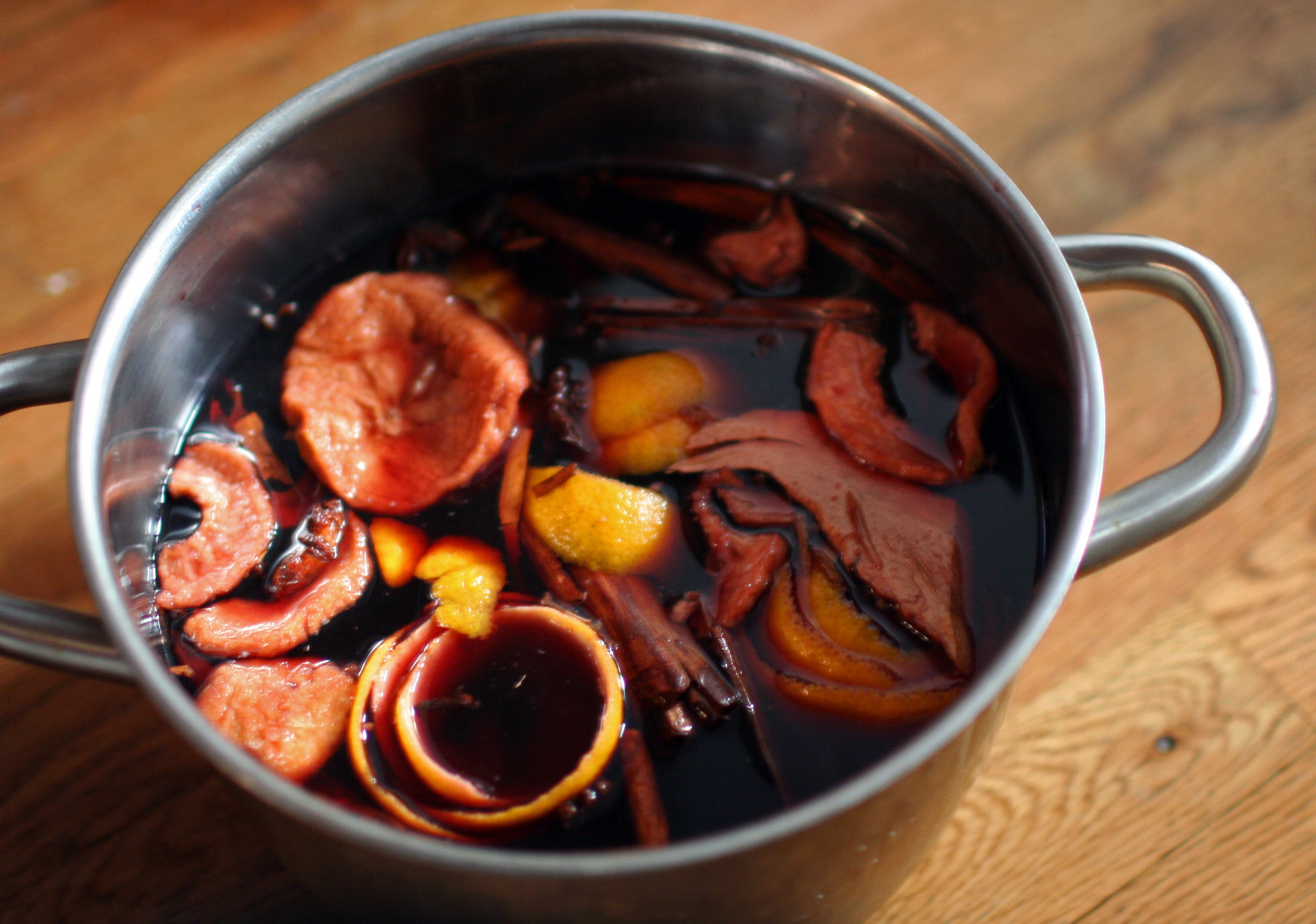
Svařené víno Gløgg